# Khu kinh tế cửa khẩu Long An
Khu kinh tế cửa khẩu Long An là một khu kinh tế cửa khẩu của Việt Nam trong địa phận tỉnh Long An, quanh cửa khẩu quốc tế Bình Hiệp.
- Thành lập: ngày 10 tháng 3 năm 2010.

## Vị trí
- Phía Bắc giáp tỉnh Svay Rieng, Campuchia.
- Phía Nam giáp sông Vàm Cỏ Tây.
- Phía Đông giáp xã Thạnh Trị và xã Bình Hòa Tây, huyện Mộc Hóa.
- Phía Tây giáp Thị trấn Vĩnh Hưng và xã Thái Trị, huyện Vĩnh Hưng.

## Hành chính
Toàn khu gồm địa phận các phường, xã: Phường 1, Phường 2, xã Bình Hiệp, xã Bình Tân, ấp 1 thuộc xã Thạnh Trị thị xã Kiến Tường; các ấp Bình Tây 1, Bình Tây 2 thuộc xã Bình Hoà Tây huyện Mộc Hoá; và các xã Tuyên Bình, Thái Bình Trung, các ấp 1 và ấp 2 thuộc xã Vĩnh Bình huyện Vĩnh Hưng.

## Chức năng nhiệm vụ
Hoạt động và các cơ chế chính sách đối
với khu kinh tế cửa khẩu Long An thực
hiện theo Luật Đầu tư và các văn bản
hướng dẫn thi hành Luật Đầu tư, Quyết
định số 33/2009/QĐ-TTg ngày
2-3-2009 của Thủ tướng Chính phủ ban
hành cơ chế, chính sách tài chính đối
với khu kinh tế cửa khẩu và các văn
bản pháp luật khác có liên quan.

## Diện tích
Khu kinh tế cửa khẩu này rộng 130,8 km².
Cửa khẩu Bình Hiệp được công nhận là
cửa khẩu quốc tế
Phó Thủ tướng Chính phủ - Phạm Gia
Khiêm vừa ký ban hành Quyết định số
1853/QĐ-TTg ngày 11 tháng 11 năm
2009 về việc nâng cấp cửa khẩu Bình
Hiệp, tỉnh Long An từ cửa khẩu chính
lên cửa khẩu quốc tế.
Theo đó, căn cứ Nghị định số 32/2005/
NĐ-CP ngày 14 tháng 3 năm 2005 của
Chính phủ về Quy chế cửa khẩu biên
giới đất liền và xét theo đề nghị của
các Bộ, ngành Trung ương; Thủ tướng
Chính phủ quyết định công nhận cửa
khẩu Bình Hiệp, tỉnh Long An (Việt
Nam) – Prey Vo, tỉnh Svây Riêng
(Campuchia) nâng cấp từ cửa khẩu
chính lên cửa khẩu quốc tế.